# Мело (Уругвай)
Вижте пояснителната страница за други значения на Мело.
Мело (на испански: Melo) е град с надморска височина 80 метра, административен център на департамента Серо Ларго, Уругвай. Населението на града е 51 830 души (2011 г.).